# Castelo de Lacapelle-Marival

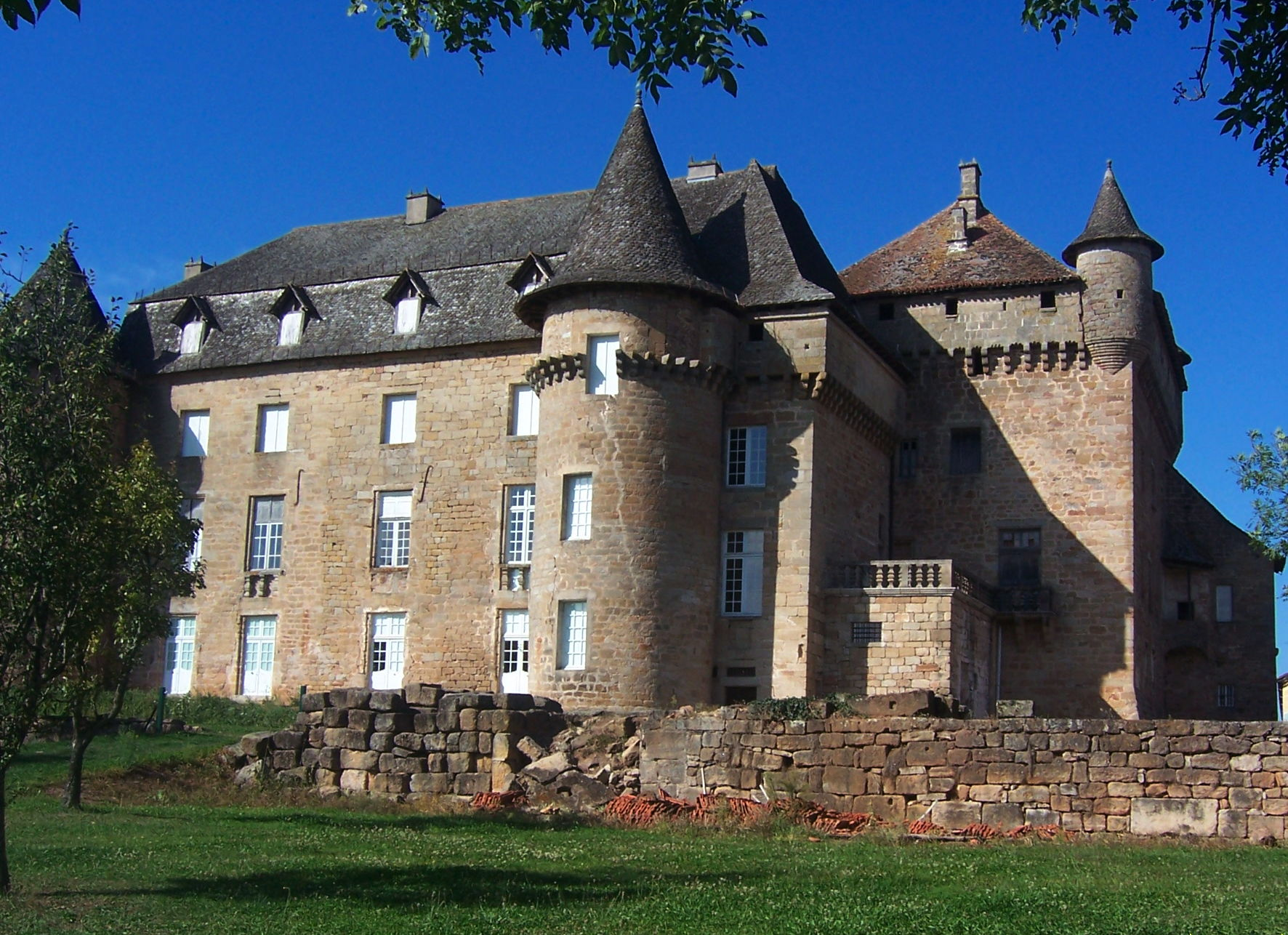
Fachada sul do Château de Lacapelle-Marival

O Château de Lacapelle-Marival é um castelo na comuna de Lacapelle-Marival no departamento de Lot,, na França.
O castelo data originalmente do século XII, e teve novas construções e alterações nos séculos XV e XVI.
O edifício é propriedade da comuna e é utilizado como escritórios. Encontra-se aberto ao público. Está classificado desde 1939 como monumento histórico pelo Ministério da Cultura da França .